# Case-Pilote
Case-Pilote is een gemeente in Martinique en telde 4.455 inwoners in 2019. De oppervlakte bedraagt 18,44 km². Het bevindt zich ongeveer 9 km ten noordoosten van de hoofdstad Fort-de-France.

## Geschiedenis
Case-Pilote is vernoemd naar Pilote, een leider van de Cariben die de eerste kolonisten welgezind was. Het is een van de oudste plaatsen van Martinique en gesticht door Lestiboudois de la Vallée. In het begin jaren 1640 werd een parochie gesticht, en werd de kerk gebouwd die de oudste bestaande kerk van Martinique is. In 1762 werd Case-Pilote in brand gestoken door de Britten. In 1837 werd de gemeente opgericht. In 1839 werd de plaats zwaar getroffen door een aardbeving. In het begin van de 20e eeuw hielden de meeste plantages op te bestaan, en werd het een vissersdorp.

## Galerij

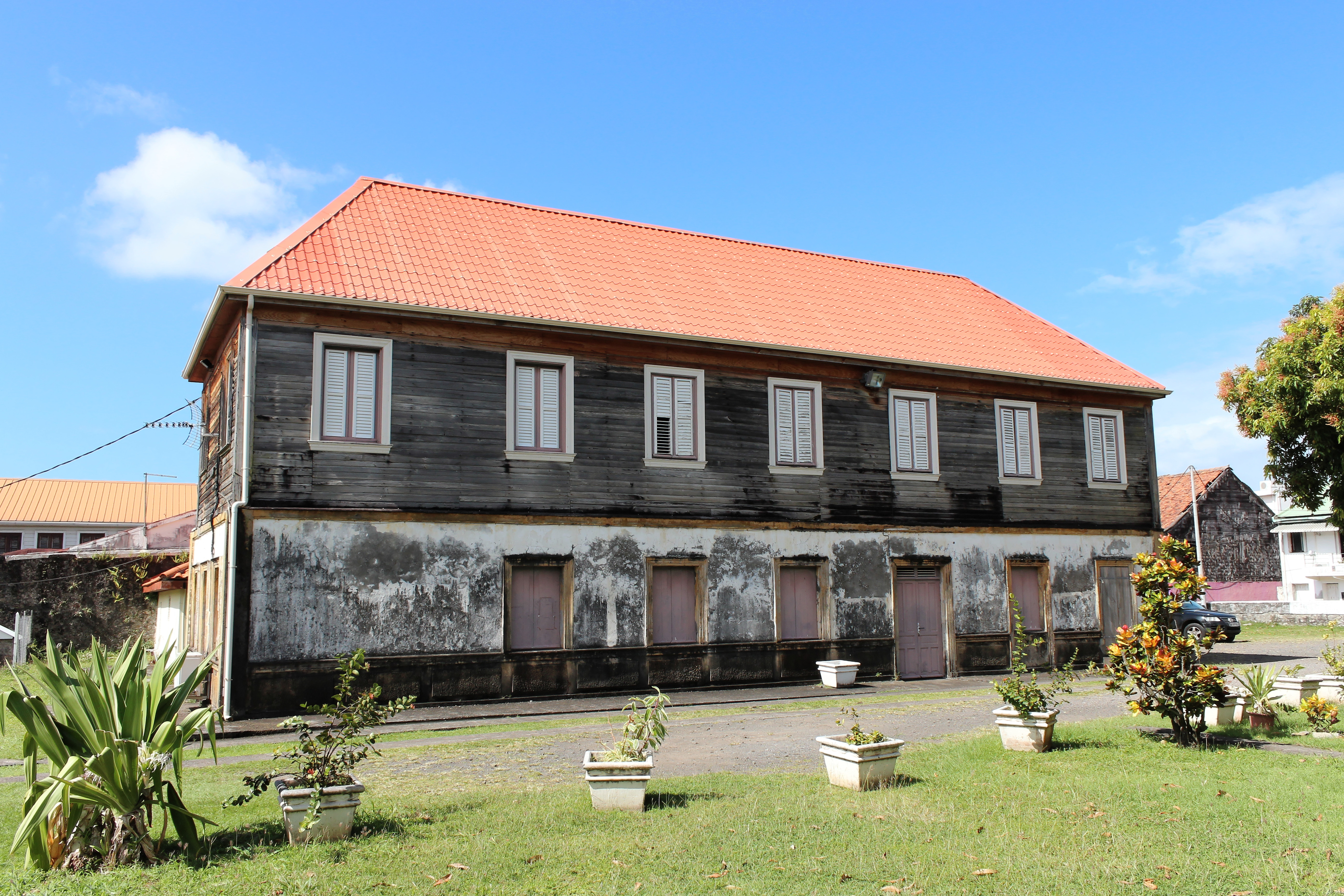
Pastorie
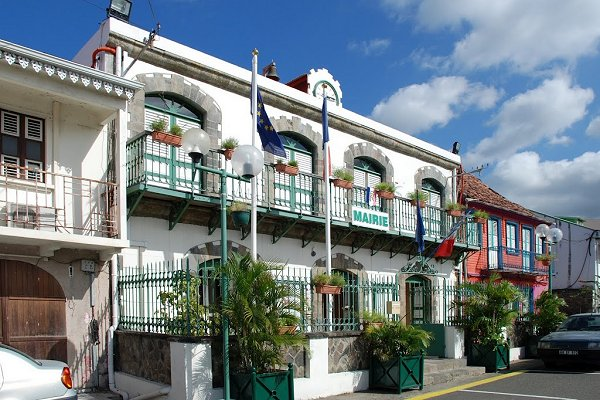
Gemeentehuis
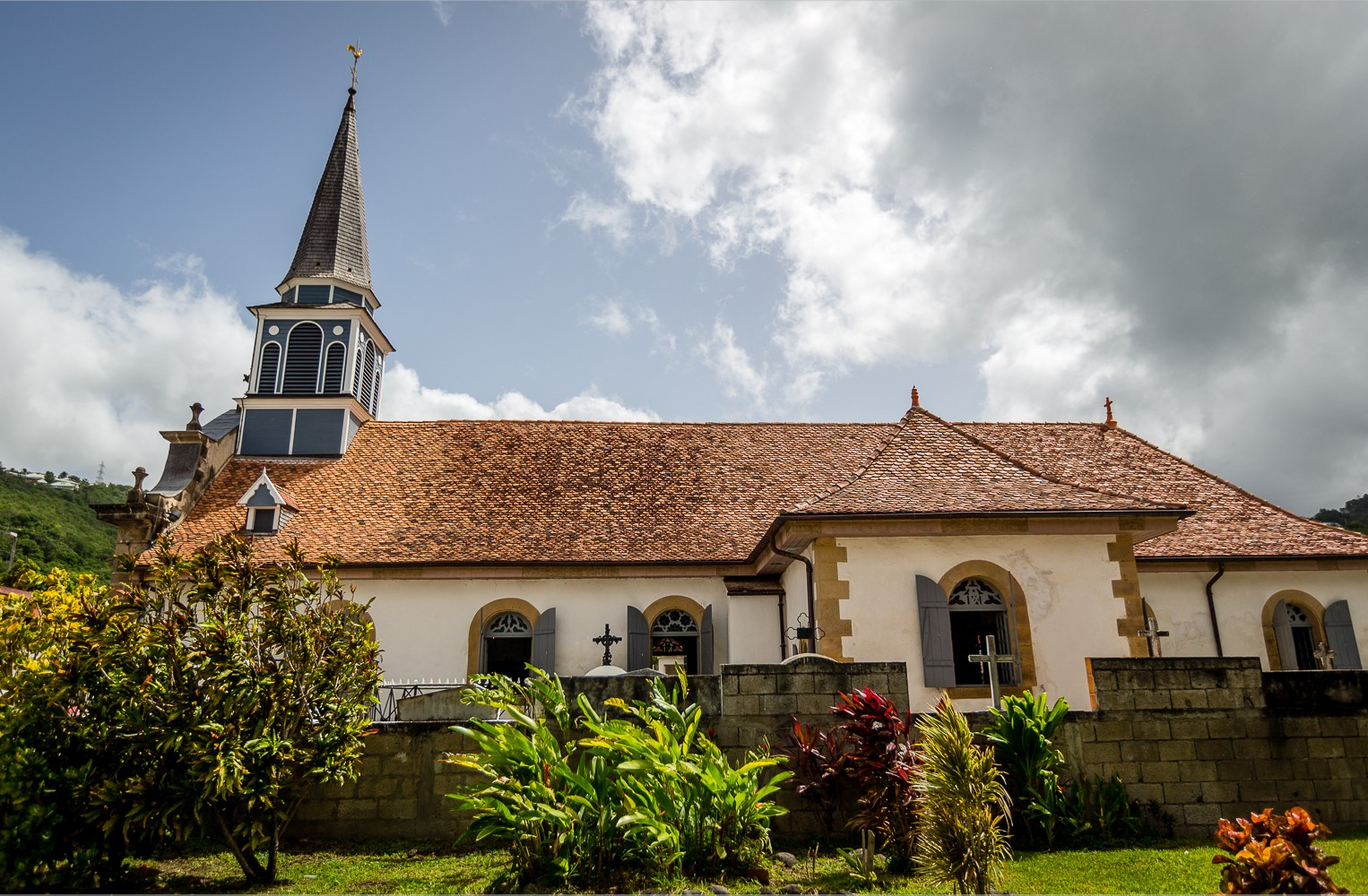
Kerk
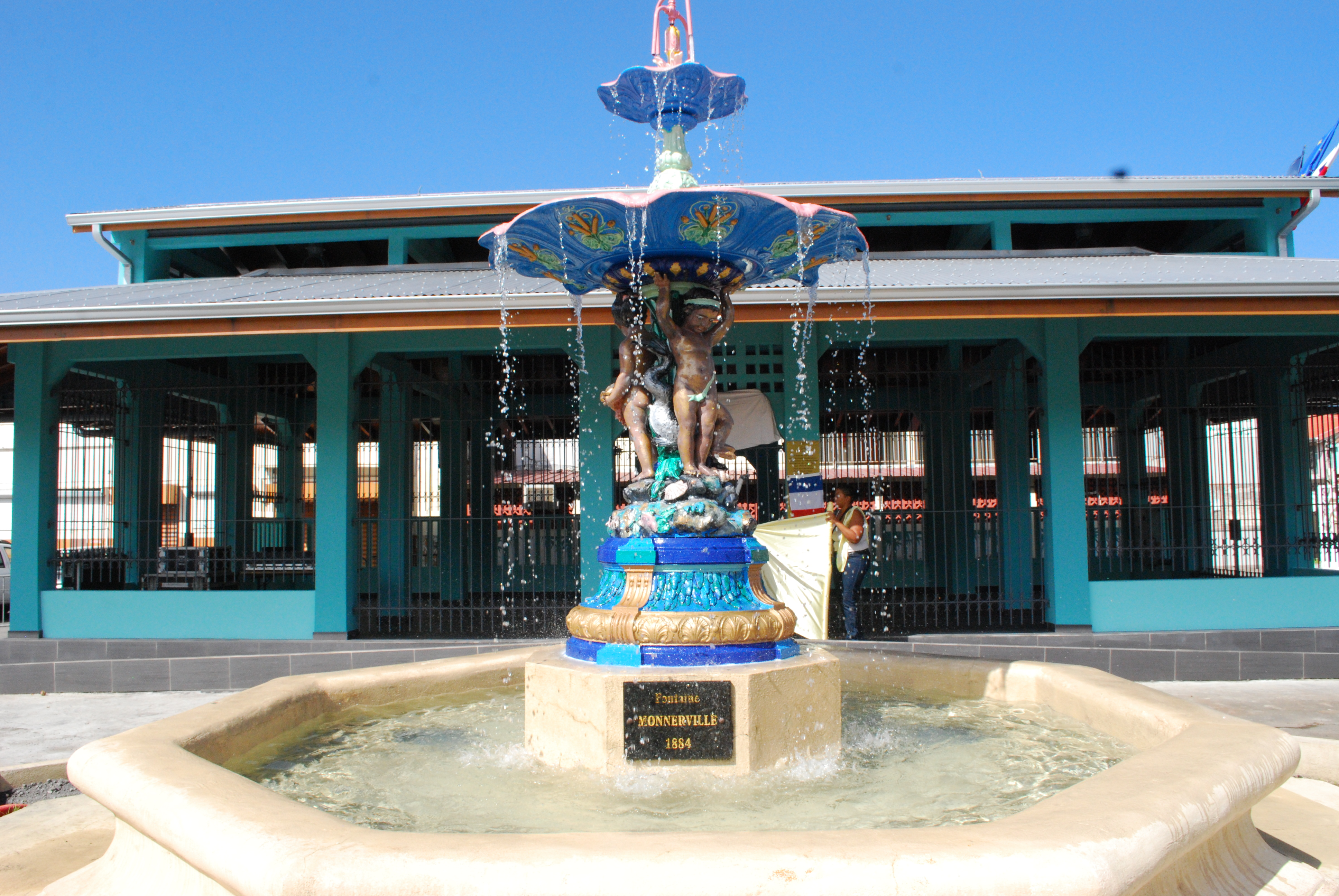
Fontein bij de markt